# Kettering Tower
Der Kettering Tower ist ein Wolkenkratzer in Dayton, Ohio. Mit 123 Metern (407 ft) und 30 Stockwerken ist es das höchste Gebäude der Stadt. Es wurde von Lorenz + Williams, Inc. entworfen und nach 2 Jahren Bauzeit im Jahre 1971 fertiggestellt. Mit der 45423 besitzt der Turm seine eigene Anschrift.
Der Bau begann 1969 auf dem Grundstück des ehemaligen Mutual Home Building. Während der Arbeiten stürzte ein Kran ein, der mehrere Stockwerke beschädigte. Es wurde 1971 unter dem Namen Winters Bank Building fertiggestellt. Es eröffnete für Unternehmen anschließend 1 Jahr nach seiner Fertigstellung im Jahre 1972. 2005 wurde es von dem New Yorker Unternehmen Kettering Tower Partners LLC für 21,9 Mio. US-$ gekauft. Vorher war es unter dem Namen Winters Bank Tower bekannt. Verwaltet wird es von einem vom Gericht eingesetzten Treuhänder und ist dafür vorgesehen, auf der Montgomery County Sheriff’s Auction versteigert zu werden. Der Wert wurde von ihm auf 16,2 Mio. US-$ geschätzt.
Zu den Annehmlichkeiten im Turm gehört unter anderem das Restaurant Michael’s of Dayton. Außerdem befindet sich hier der Dayton Racquet Club, in dem unter anderem auch ein Fitness Center enthalten ist. Auf dem zweiten Stockwerk befindet sich eine große Filiale der Chase Bank. Im Erdgeschoss befinden sich unter anderem ein Augenarzt und ein Masseur. Zu den Mietern gehören vor allem Anwaltskanzleien.